# Premierzy Kosowa
Chronologiczna lista szefów rządów Kosowa

## Socjalistyczna Prowincja Autonomiczna Kosowo(1945–1990)
| Osoba                                                         | Osoba                              | Osoba   | Kadencja       | Kadencja       | Partia polityczna                                                         |
| #                                                             | Imię i nazwisko                    | Portret | Od             | Do             | Partia polityczna                                                         |
| ------------------------------------------------------------- | ---------------------------------- | ------- | -------------- | -------------- | ------------------------------------------------------------------------- |
| Przewodniczący Rady Wykonawczej Ludowego Komitetu (1945–1953) |                                    |         |                |                |                                                                           |
| 1                                                             | Fadil Hoxha (1916–2001)            |         | 1945           | luty 1953      | Komunistyczna Partia Kosowa (do 1952) Związek Komunistów Kosowa (od 1952) |
| Przewodniczący Rady Wykonawczej (1953–1990)                   |                                    |         |                |                |                                                                           |
| 1                                                             | Fadil Hoxha (1916–2001)            |         | luty 1953      | czerwiec 1963  | Związek Komunistów Kosowa                                                 |
| 2                                                             | Ali Shukriu (1919–2005)            |         | czerwiec 1963  | maj 1967       | Związek Komunistów Kosowa                                                 |
| 3                                                             | Ilija Vakić (1932–2023)            |         | maj 1967       | maj 1974       | Związek Komunistów Kosowa                                                 |
| 4                                                             | Bogoljub Nedeljković (1920–1986)   |         | maj 1974       | maj 1978       | Związek Komunistów Kosowa                                                 |
| 5                                                             | Bahri Oruçi (1930–2011)            |         | maj 1978       | maj 1980       | Związek Komunistów Kosowa                                                 |
| 6                                                             | Riza Sapunxhiu (1925–2008)         |         | maj 1980       | maj 1982       | Związek Komunistów Kosowa                                                 |
| 7                                                             | Imer Pula (1921–2010)              |         | maj 1982       | 5 maja 1984    | Związek Komunistów Kosowa                                                 |
| 8                                                             | Ljubomir Neđo Borković (1926–2009) |         | 5 maja 1984    | maj 1986       | Związek Komunistów Kosowa                                                 |
| 9                                                             | Namzi Mustafa (1941–1997)          |         | maj 1986       | 1987           | Związek Komunistów Kosowa                                                 |
| 10                                                            | Kaqusha Jashari (1946–2025)        |         | 10 marca 1987  | 9 maja 1989    | Związek Komunistów Kosowa                                                 |
| 11                                                            | Nikolla Shkreli (1941–)            |         | 9 maja 1989    | 1989           | Związek Komunistów Kosowa                                                 |
| 12                                                            | Daut Jashanica (1948–)             |         | 1989           | 4 grudnia 1989 | Związek Komunistów Kosowa                                                 |
| 13                                                            | Jusuf Zejnullahu (1944–)           |         | 4 grudnia 1989 | 5 lipca 1990   | Związek Komunistów Kosowa                                                 |

## Republika Kosowa(nieuznawana, 1990–2000)
| Osoba               | Osoba                                         | Osoba   | Kadencja            | Kadencja            | Partia polityczna |
| #                   | Imię i nazwisko                               | Portret | Od                  | Do                  | Partia polityczna |
| ------------------- | --------------------------------------------- | ------- | ------------------- | ------------------- | ----------------- |
| premier (1990–2000) |                                               |         |                     |                     |                   |
| 1                   | Jusuf Zejnullahu (1944–) (na emigracji)       |         | 7 września 1990     | 5 października 1991 | LDK               |
| 2                   | Bujar Bukoshi (1947–2025) (na emigracji)      |         | 5 października 1991 | 1 lutego 2000       | LDK               |
| —                   | Hashim Thaçi (tymczasowo, w opozycji) (1968–) |         | 2 kwietnia 1999     | 1 lutego 2000       | PDK               |

## Prowincja Autonomiczna Kosowo i Metochia (pod administracjąUNMIK, 2002–2008)
| Osoba               | Osoba                             | Osoba   | Kadencja        | Kadencja        | Partia polityczna |
| #                   | Imię i nazwisko                   | Portret | Od              | Do              | Partia polityczna |
| ------------------- | --------------------------------- | ------- | --------------- | --------------- | ----------------- |
| premier (2002–2008) |                                   |         |                 |                 |                   |
| 1                   | Bajram Rexhepi (1954–2017)        |         | 4 marca 2002    | 3 grudnia 2004  | PDK               |
| 2                   | Ramush Haradinaj (1968–)          |         | 3 grudnia 2004  | 8 marca 2005    | AAK               |
| —                   | Adem Salihaj (tymczasowo) (1950–) |         | 8 marca 2005    | 25 marca 2005   | LDK               |
| 3                   | Bajram Kosumi (1960–)             |         | 25 marca 2005   | 10 marca 2006   | PPK               |
| 4                   | Agim Çeku (1960–)                 |         | 10 marca 2006   | 9 stycznia 2008 | bezpartyjny       |
| 5                   | Hashim Thaçi (1968–)              |         | 9 stycznia 2008 | 17 lutego 2008  | PDK               |

## Republika Kosowa(częściowo uznawana, 2008-)
| Osoba           | Osoba                    | Osoba   | Kadencja        | Kadencja        | Partia polityczna |
| #               | Imię i nazwisko          | Portret | Od              | Do              | Partia polityczna |
| --------------- | ------------------------ | ------- | --------------- | --------------- | ----------------- |
| premier (2008-) |                          |         |                 |                 |                   |
| 1               | Hashim Thaçi (1968–)     |         | 17 lutego 2008  | 9 grudnia 2014  | PDK               |
| 2               | Isa Mustafa (1951–)      |         | 9 grudnia 2014  | 9 września 2017 | LDK               |
| 3               | Ramush Haradinaj (1968–) |         | 9 września 2017 | 3 lutego 2020   | AAK               |
| 4               | Albin Kurti (1975–)      |         | 3 lutego 2020   | –               | Samookreślenie    |

## Źródła
- Kosowo w serwisie Rulers.org